# Why, Why, Why
Why, Why, Why è un singolo del cantante statunitense Billy Currington pubblicato il 27 febbraio 2006 come secondo estratto dal suo secondo album in studio Doin' Somethin' Right.

## Successo internazionale
Il singolo ottenne successo negli Stati Uniti.